# Paul Kipkemei Kogo

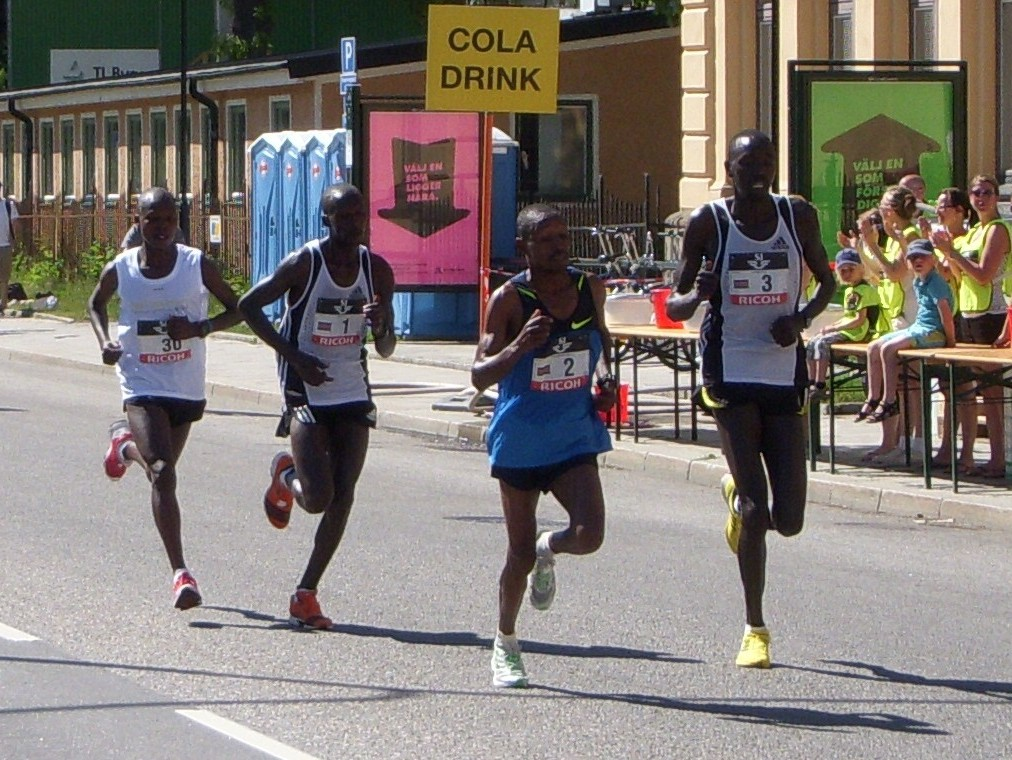
Paul Kipkemei Kogo (Nr. 2), beim Stockholm-Marathon 2009

Paul Kipkemei Kogo (* 1983) ist ein kenianischer Marathonläufer.
2005 gewann er den Maratona del Riso und wurde Neunter beim Venedig-Marathon, 2006 wurde er Fünfter beim Alexander-der-Große-Marathon.
2007 startete als Tempomacher bei der Maratona di Sant’Antonio, entschied sich aber, das Rennen durchzulaufen und siegte mit einer Sekunde Vorsprung auf Alberico Di Cecco.
2008 wurde er Dritter beim Athen-Marathon, 2009 gewann er den Stockholm-Marathon und wurde Neunter beim Reims-Marathon.

## Persönliche Bestzeiten
- Halbmarathon: 1:01:54 h, 16. April 2005, Brugnera
- Marathon: 2:10:39 h, 22. April 2007, Padua